# Liste der Kunstwerke im öffentlichen Raum in Graz/Ries
Diese Liste der Kunstwerke im öffentlichen Raum in Graz/Ries enthält die auf „OFFSITE_GRAZ“ (Oeffentliche Kunst seit fuenfundvierzig) gelisteten permanenten Kunstwerke im öffentlichen Raum (Public Art) im Grazer Stadtbezirk Ries. OFFSITE_GRAZ wurde im Auftrag der Stadt Graz, in Koordination mit dem Kulturamt, entwickelt und umfasst einen Zeitraum bis 2011.

## Profane Kunstwerke
| Foto |                 | Name                                                                | Typ     | Standort                                                                                  | Künstler                          | Datierung | Beschreibung | Metadaten      |
| ---- | --------------- | ------------------------------------------------------------------- | ------- | ----------------------------------------------------------------------------------------- | --------------------------------- | --------- | ------------ | -------------- |
| BW   | Datei hochladen | Ferdinand Prirsch ID: 937                                           |         | Landwirtschaftliche Hauswirtschaftsschule Haidegg, Ragnitzstraße 193 Standort             | Helene Fischer                    |           |              | Standort: Ries |
| BW   | Datei hochladen | Ohne Titel ID: 1058                                                 |         | Landwirtschaftliche Hauswirtschaftsschule Haidegg, Ragnitzstraße 193 Standort             | Dina Kerciku                      |           |              | Standort: Ries |
| BW   | Datei hochladen | Hl. Notburga ID: 1243                                               |         | Landwirtschaftliche Hauswirtschaftsschule Haidegg, Ragnitzstraße 193 Standort             | Adolf A. Osterider                | 1968      |              | Standort: Ries |
| BW   | Datei hochladen | Wandgestaltung ID: 938                                              |         | Landwirtschaftliche Hauswirtschaftsschule Haidegg, Speisesaal, Ragnitzstraße 193 Standort | Helene Fischer                    |           |              | Standort: Ries |
| BW   | Datei hochladen | Kruzifixus ID: 1146                                                 |         | Landwirtschaftliche Hauswirtschaftsschule Haidegg, Speisesaal, Ragnitzstraße 193 Standort | Ulf Mayer                         |           |              | Standort: Ries |
| BW   | Datei hochladen | Wörterschaufel ID: 1759                                             | Projekt | Otto-Möbes-Akademie, Stiftingtalstraße 246 Standort                                       | Christian Marczik, Herbert Soltys | 2008      |              | Standort: Ries |
| ja   | Datei hochladen | Sportler und Sportlerin ID: 1288 HERIS-ID: 102308 Objekt-ID: 118692 |         | Otto-Möbes-Volkswirtschaftsschule, Garten, Stiftingtalstraße 246 Standort                 | Walter Pochlatko                  | 1951      |              | Standort: Ries |

## Sakrale Kunstwerke
| Foto |                 | Name                                           | Typ | Standort                                                                        | Künstler        | Datierung | Beschreibung      | Metadaten      |
| ---- | --------------- | ---------------------------------------------- | --- | ------------------------------------------------------------------------------- | --------------- | --------- | ----------------- | -------------- |
| BW   | Datei hochladen | Hängekreuz, Tabernakel, Apostelkreuze ID: 1014 |     | Bruder Klaus Kirche in der Ragnitz, Ragnitzstraße 168 Standort                  | Tomas Hoke      | 1987      |                   | Standort: Ries |
| ja   | Datei hochladen | Altar ID: 1474                                 |     | Bruder Klaus Kirche in der Ragnitz, Ragnitzstraße 168 Standort                  | Josef Viehauser | 1987      |                   | Standort: Ries |
| BW   | Datei hochladen | Bruder Klaus ID: 1475                          |     | Bruder Klaus Kirche in der Ragnitz, Werktagskapelle, Ragnitzstraße 168 Standort | Josef Viehauser | 1982      |                   | Standort: Ries |
| BW   | Datei hochladen | Kreuz, Teppich (Entwurf) ID: 1488              |     | Bruder Klaus Kirche in der Ragnitz, Werktagskapelle, Ragnitzstraße 168 Standort | Franz Weiss     | 1976      |                   | Standort: Ries |
| BW   | Datei hochladen | Auferstehung, Pfingsten ID: 1489               |     | Bruder Klaus Kirche in der Ragnitz, Werktagskapelle, Ragnitzstraße 168 Standort | Franz Weiss     | 1987      |                   | Standort: Ries |
| BW   | Datei hochladen | Glasfenster, Tabernakel ID: 975                |     | Haus der Barmherzigkeit, Kapelle, Riesstraße 27-35 Standort                     | Alice Gutmann   | 1972      | ident mit ID 976  | Standort: Ries |
| BW   | Datei hochladen | Kreuzwegbilder ID: 978                         |     | Haus der Barmherzigkeit, Kapelle, Riesstraße 27-35 Standort                     | Toni Hafner     | 1972 (?)  | ident mit ID 991  | Standort: Ries |
| BW   | Datei hochladen | Gekrönter Kruzifix ID: 1491                    |     | Haus der Barmherzigkeit, Kapelle, Riesstraße 27-35 Standort                     | Franz Weiss     | 1972      | ident mit ID 1498 | Standort: Ries |

## Quelle
- OFFSITE_GRAZ. Oeffentliche Kunst seit fuenfundvierzig. Abgerufen am 11. März 2018.